# 론 클라크 (야구인)
로널드 브루스 클라크(영어: Ronald Bruce Clark, 1943년 1월 14일~)는 미국의 프로 야구 선수로, 포지션은 3루수, 유격수, 2루수였다. 메이저 리그 베이스볼(MLB)의 미네소타 트윈스(1966년~1969년), 시애틀 파일럿츠(1969년), 오클랜드 애슬레틱스(1971년~1972년), 밀워키 브루어스(1972년), 필라델피아 필리스(1975년)에서 선수 생활을 했다. 빅리그에서 7시즌 동안 타율 .189, 5홈런, 43타점을 기록했다.
텍사스주 포트워스에 있는 브루어 고등학교를 졸업했다. 1961년 시즌 전에  아마추어 자유계약선수 신분으로 필라델피아 필리스와 계약을 맺었다.
1969년 시즌 전반기에 소속팀 미네소타 트윈스가 아메리칸 리그 서부 지구 우승을 하는데 일조했다. 오클랜드 애슬레틱스 시절에는 소속팀의 1971년 아메리칸 리그 챔피언십 시리즈 진출과 1972년 월드 시리즈 진출에도 기여했지만, 포스트시즌 경기에 출전하지는 않았다.
선수로서 은퇴한 뒤에는 필라델피아 필리스 산하 마이너 리그 구단의 감독을 맡았다. 1978년 웨스턴 캐롤라이나스 리그의 스파턴버그 필리스를 시작으로 페닌술라 파일럿츠, 레딩 필리스, 오클라호마시티 89어스, 클리어워터 필리스의 감독을 차례로 맡았다.